# Estação Alby
A Estação Alby é uma das estações do Metropolitano de Estocolmo, situada no condado sueco de Estocolmo, entre a Estação Hallunda e a Estação Fittja. Faz parte da Linha Vermelha.
Foi inaugurada em 12 de janeiro de 1975. Atende a localidade de Alby, situada na comuna de Botkyrka.
A distância desta estação à estação de Slussen é de 19 quilômetros. É uma estação subterrânea, ficando a cerca de 25 metros de profundidade. Encontra-se artísticamente decorada com obras de Olle Ängkvist.

| Oeste ou norte            |  |              |  | Leste ou Sul                              |
| ------------------------- |  | ------------ |  | ----------------------------------------- |
| Hallunda sentido Norsborg |  | Line 13 (en) |  | Fittja sentido Ropsten metro station (en) |
| editar no Wikidata        |  |              |  |                                           |